# Сан-Ескобар

Прапор псевдореспубліки.

Сан-Ескобар (пол. San Escobar) — неіснуюча країна, яка була грубою помилкою міністра МЗС Польщі Вітольда Ващиковського.

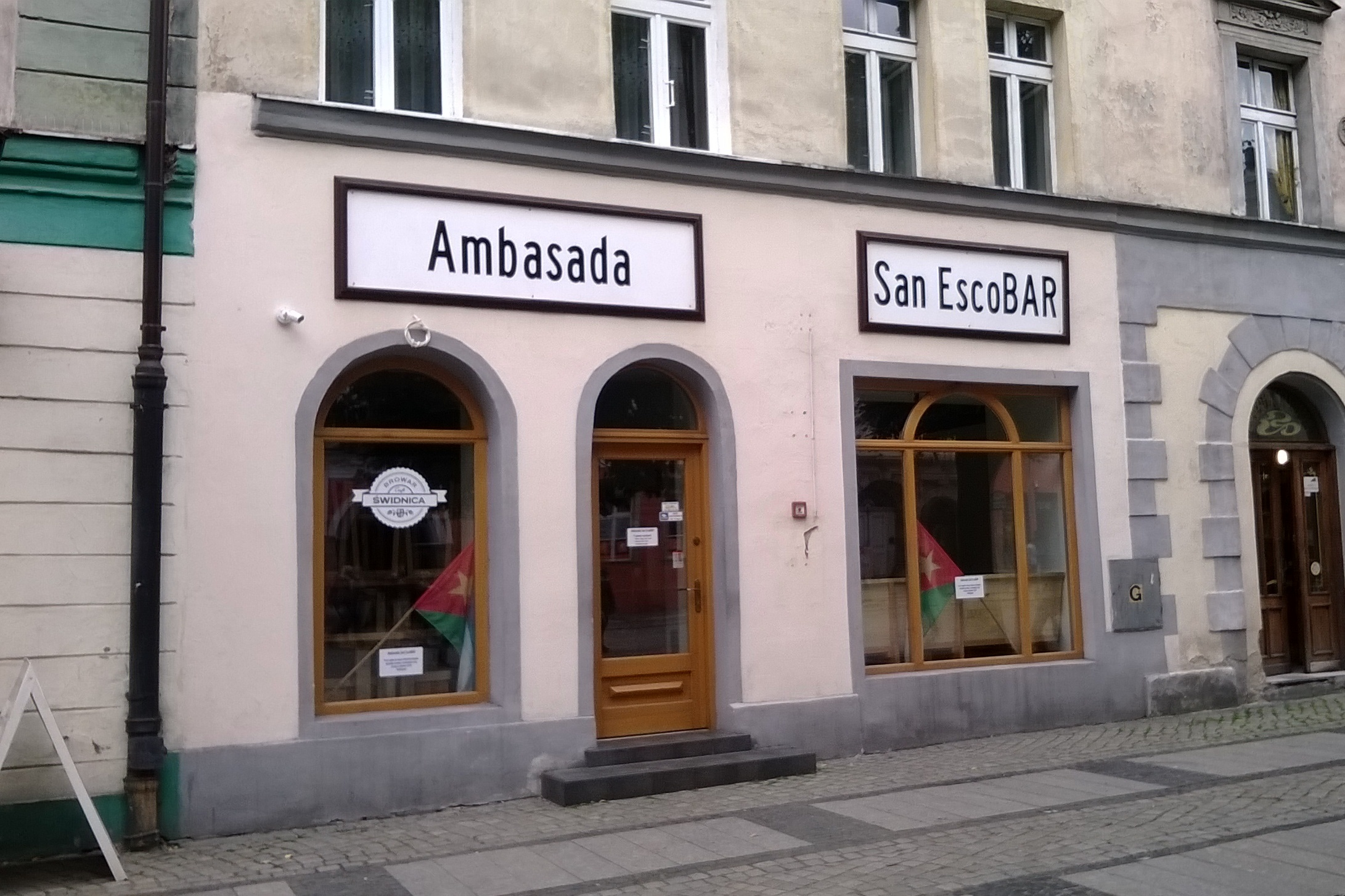
«Амбасада Сан-ЕскоБАР» (Ambasada San Escobar) — пивниця, відкрита в серпні 2017 року у Свідниці, Польща

10 січня 2017, Ващиковський заявив журналістам, що в заявці на непостійне місце для Польщі в Раді Безпеці ООН, він провів офіційні зустрічі з делегаціями країн, у тому числі з країнами Карибського басейну, з деякими з них «за перший час в історії нашої дипломатії. Наприклад, з такими країнами, як Беліз або Сан-Ескобар» .
Прес-секретар заявив, що це була обмовка іспанської назви країни San Cristóbal y Nieves (яка в українській мові відома як Сент-Кіттс і Невіс).
Gazeta Wyborcza зазначила, що ця груба помилка, охопила численні ЗМІ по всьому світу.
В результаті, ця «країна» отримала значну популярність у соціальних мережах (Twitter, Facebook), в том числі й прапор, фотографії та місце розташування. Протягом дня #SanEscobar був найпопулярнішим у польському сегменті Twitter.  Сан — Ескобар також стала предметом численних жартівнивих новин, наприклад, про призначення військового аташе і його хорошої екології. Вигідну справу вони грають лише для наркобарона Пабло Ескобара, який був популярний через телесеріал Narcos.
У Twitter була створена сторінка «República Popular Democrática de San Escobar» (@rpdsanescobar). Вона заявила, що повністю підтримує зусилля Ващиковського, та назвавши «помилкою» виправлення урядового прес-секретаря й спробі розладнати відносини між Польщею та Сан-Ескобаром . Сан-Ескобар має також свою газету, яка називається San Escobar Times (також у Twitter). Сан-Ескобар також став популярним туристичним напрямком з девізом: «Кинути все і махнути в Сан-Ескобар!», і Netflix (творець Narcos) нібито ствержує, що у його є квитки на літак. У Вікіпедії вже почався підрахунок населення, створення власної валюти, та назва нової столиці (Santo Subito), тощо.
Однак через цю помилку, Вітольд Ващиковський швидко став мішенню для всякого роду глузування.